# Pterogoniella boryana
Pterogoniella boryana là một loài Rêu trong họ Sematophyllaceae. Loài này được (Müll. Hal.) A. Jaeger ex Paris miêu tả khoa học đầu tiên năm 1894.